# Filitosa
Filitosa è un sito archeologico preistorico situato in Corsica, occupato tra la fine del Neolitico e l'inizio dell'Età del Bronzo. In questo sito sono stati ritrovati alcuni menhir antropomorfi risalenti al IV-II millennio a.C..

## Posizione
Il sito di Filitosa è situato nella valle del Taravo, sulla strada D57, nel comune di Sollacaro, a nord di Propriano.

## Storia
Il sito fu scoperto nel 1946 dal proprietario della terra, Charles-Antoine Cesari. I veri e propri scavi cominciarono nel 1954. Il ritrovamento di alcune punte di freccia e di oggetti in ceramica testimoniano che il sito era già abitato nel 3300 a.C. Intorno al 1500 a.C., furono eretti menhir di due, tre metri.  Essi furono scolpiti con volti dalle sembianze umane, armature e armi. In totale si contano circa 20 statue nel sito di Filitosa, circa la metà di tutte le statue stele rinvenute in Corsica.

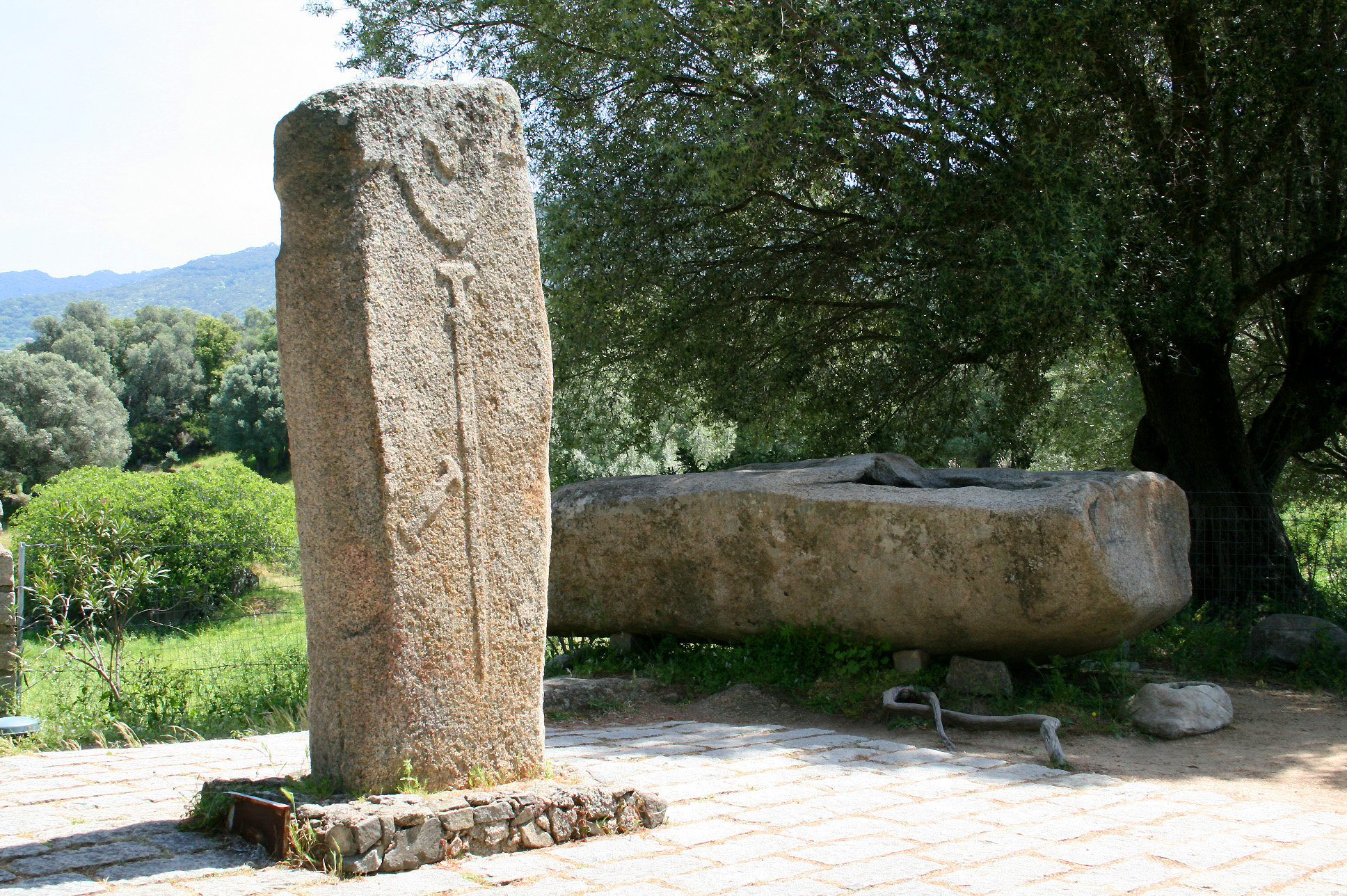
il menhir Filitosa V
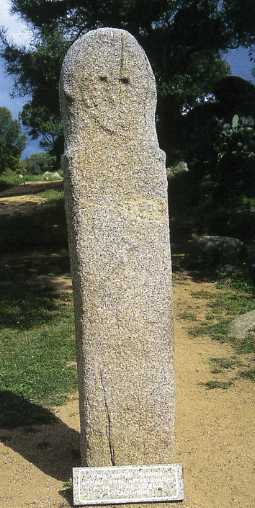
Il menhir Filitosa IV
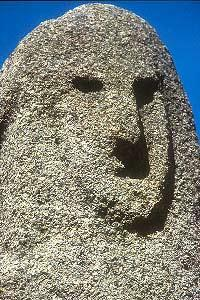
il menhir Filitosa IX
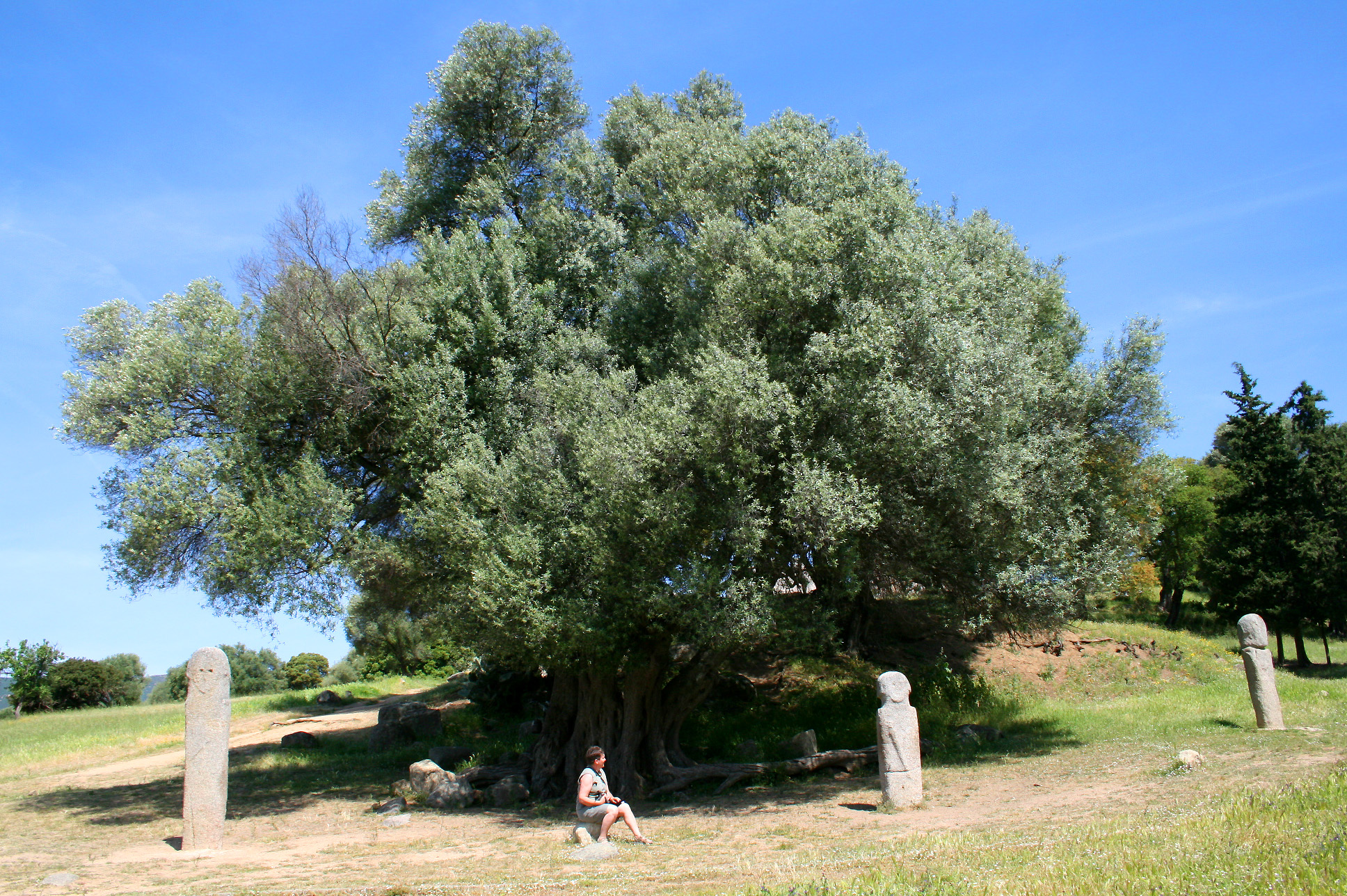